# Висенте-Лопес
Висе́нте-Ло́пес (исп. Vicente López) — город, расположенный в одноимённом округе, в провинции Буэнос-Айрес. Висенте-Лопес формирует часть агломерации Большой Буэнос-Айрес.
Висенте-Лопес ограничен улицами Авенида Хенераль Пас, Авенида Майпу, Авенида Малавер и берегом Рио-де-ла-Платы. Висенте-Лопес граничит с городами Флорида на западе и Оливос на севере, с районом города Буэнос-Айрес Нуньес на юге, а также омывается водами Рио-де-ла-Платы на востоке.
Висенте-Лопес, как и весь одноимённый округ, получил своё название в честь Висенте Лопеса и Планеса, аргентинского политика и писателя начала XIX века, автора гимна Аргентины.
Через город, параллельно берегу Рио-де-ла-Платы, тянется Авенида дель Либертадор, одна из основных магистралей Буэнос-Айреса, связывающая столичный район Ретиро с городом Сан-Фернандо.